# Zenon Begier
Zenon Begier (* 23. November 1935 in Oborniki; † 27. Juli 2019) war ein polnischer Diskuswerfer.
Bei den Olympischen Spielen 1960 in Rom kam er auf den 14. Platz, und bei den Europameisterschaften 1962 in Belgrad schied er in der Qualifikation aus.
1964 wurde er Sechster bei den Olympischen Spielen in Tokio, 1965 siegte er beim Europacup in Stuttgart, und 1966 wurde er Siebter bei den Europameisterschaften in Budapest.
1967 und 1970 wurde er Polnischer Meister. Seine persönliche Bestleistung von 60,50 m stellte er am 22. September 1968 in Frankfurt (Oder) auf.